# Agostička interakcija
Agostička interakcija je termin u organometalnoj hemiji za interakcije koordinativno-nezasićenog prelaznog metala sa C-H vezom, kod kojih dva elektrona koji formiraju C-H vezu ulaze u praznu d-orbitalu prelaznog metala, čime se formira dvoelektronska tricentarska veza. Mnoge katalitičke transformacije, na primer oksidativna adicija i reduktivna eliminacija, se odvijaju preko intermedijera koji sadrži agostičke interakcije. Agostičke interakcije su zastupljene širom organometalne hemije sa alkil, alkiliden, i polienil ligandima.
Kratke interakcije između ugljovodoničnih supstituenata i koordinatno nezasićenih metalnih kompleksa su poznate od 1960-tih. Na primer, u tris(trifenilfosfin) rutenijum dihloridu, postoji kratka interakcije između rutenijum(II) centra i atoma vodonika u orto poziciji jednog od devet fenil prstena. Brojni borohidridni kompleksi, koji su kristalografiski izučavani, se mogu opisati koristeći model dvoelektronsko tricentarske veze.